# Condensador electrolítico de aluminio

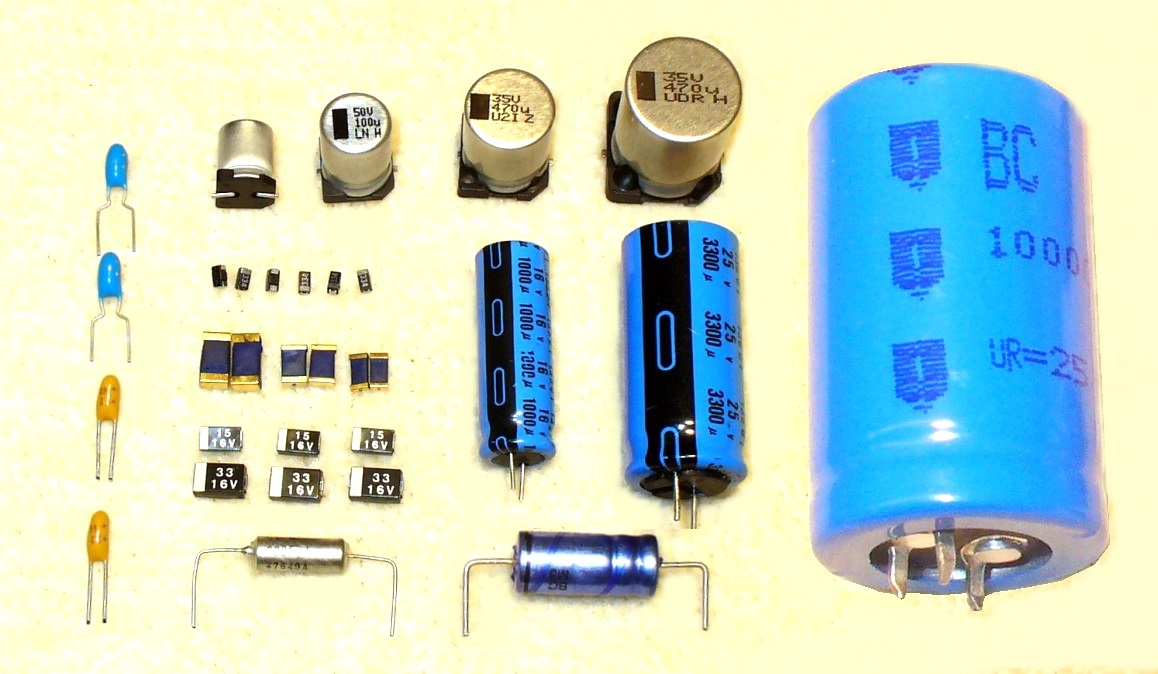
Estilos más habituales de condensadores electrolíticos de aluminio y tántalo.

Un condensador electrolítico es un condensador polarizado en el que el electrodo de ánodo está formado por un metal especial sobre el que, por oxidación anódica, se genera una capa de óxido aislante, que actúa como dieléctrico electrolítico del propio condensador. El segundo electrodo del condensador (cátodo) está formado por un electrolito sólido o no sólido que cubre la superficie de la capa de óxido del primer electrodo. 
La gran capacidad de los condensadores electrolíticos los hace particularmente adecuados para dejar pasar o filtrar señales de baja frecuencia y almacenar grandes cantidades de energía. Se utilizan ampliamente en fuentes de alimentación y en etapas de interconexión de amplificadores operando en frecuencias de audio. 
Los condensadores electrolíticos tienen, en función del volumen, una capacidad eléctrica específica mucho más alta en comparación con los condensadores cerámicos y los condensadores de película, pero una capacidad conceptualmente menor que los supercondensadores.

## Principio y tipos
Los condensadores electrolíticos almacenan la energía eléctrica de forma estática para separación de cargas dentro de un campo eléctrico entre dos electrodos como los demás condensadores convencionales. La diferencia radica en que el ánodo es la capa de óxido dieléctrico y el cátodo es el electrolito no sólido o sólido, que forma el segundo electrodo del condensador. Esta característica y el principio de almacenamiento los distinguen de los supercondensadores electroquímicos, en el que el electrolito es la conexión conductora entre dos electrodos y el almacenamiento se produce por capacitancia de doble capa o bien por pseudocapacitància.
Todos los condensadores electrolíticos son componentes polarizados según el principio de fabricación y sólo pueden funcionar con tensión continua. Aplicando una tensión con polaridad inversa, o una corriente de ondulación superior al especificado se puede destruir el dieléctrico y, por tanto, el condensador. Un posible voltaje de ondulación no debe llegar a provocar una inversión de polaridad. La destrucción de un condensador electrolíticos puede tener consecuencias catastróficas (explosión, incendio).
Los condensadores electrolíticos bipolares que pueden funcionar con tensión de corriente alterna son construcciones especiales con dos ánodos conectados en polaridad inversa.
Dependiendo de la naturaleza utilizada del metal del ánodo, la familia de condensadores electrolíticos se divide en tres tipos principales:
- Condensadores electrolíticos de aluminio,
- Condensadores electrolíticos de tantalio y
- Condensadores electrolíticos de niobio

Los condensadores electrolíticos de aluminio con electrolitos no sólidos son el tipo más barato y también los que tienen una gama más amplia de tamaños, capacidades y valores de tensión. Se fabrican con valores de capacidad de 0,1 μF hasta 2,700,000 μF (2,7 F), y valores de tensiones nominales desde 4 V hasta 630 V. El electrolito líquido proporciona oxígeno para la re- formación o autocuración de la capa de óxido dieléctrico. Sin embargo, se puede evaporar mediante un proceso de secado que depende de la temperatura, lo que provoca la deriva de los parámetros eléctricos, lo que limita el tiempo de vida útil de los condensadores. 

## Información básica

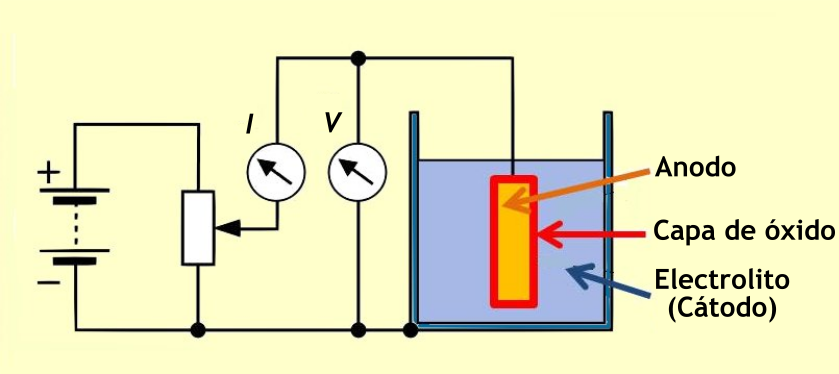
Principio básico de la oxidación anódica, en la que, aplicando una tensión con una fuente de corriente, se forma una capa de óxido sobre un ánodo metálico.

### Capa de óxido
Los condensadores electrolíticos utilizan una característica química de algunos metales especiales, que se podrían llamar "metales de válvula", sobre los que, por oxidación anódica, se origina una capa de óxido aislante como dieléctrico. Aplicando una tensión positiva al material del ánodo en un baño electrolítico se formará una capa de barrera de óxido con un grosor correspondiente a la tensión aplicada (formación). Esta capa de óxido actúa como dieléctrica en un condensador electrolítico. Las propiedades de esta capa de óxido de aluminio se dan en la tabla siguiente: 
Después de formar un óxido dieléctrico a las estructuras del ánodo rugoso, un contra-electrodo debe coincidir con la superficie del óxido aislante rugoso. Esto se hará mediante el electrolito que actúa como electrodo de cátodo de un condensador electrolítico. Hay muchos electrolitos en uso. En general, los electrolitos se distinguirán en dos especies, electrolitos "no sólidos" y "sólidos". Los electrolitos no sólidos como medio líquido que tienen una conductividad de los iones en iones en movimiento hace que sean relativamente insensibles contra picos de tensión o sobretensiones de corriente. Los electrolitos sólidos tienen una conductividad electrónica y esto hace que los condensadores electrolíticos sólidos sean sensibles contra picos de tensión o sobretensiones de corriente. La capa de óxido aislante generada  anódicamente se destruye si cambia la polaridad de la tensión aplicada.

Se coloca un material dieléctrico entre dos placas conductoras (electrodos), cada una de área A y con una separación de d.

Todo condensador electrolítico en principio forma un "condensador de placa" la capacidad es mayor, mayor es el área de electrodo A y la permitividad ε y más grueso es el espesor (d) del dieléctrico.
{\displaystyle C=\varepsilon \cdot {\frac {A}{d}}}
La capacidad es proporcional al producto del área de una placa multiplicada por la permitividad, dividida por el grosor del dieléctrico.
El grosor dieléctrico de los condensadores electrolíticos es muy delgado en el rango de nanómetros por voltio. En caso contrario, las intensidades de tensión de estas capas de óxido son bastante elevadas. Con esta capa de óxido dieléctrico muy delgada combinada con una fuerza dieléctrica suficiente, los condensadores electrolíticos ya pueden alcanzar una alta capacidad volumétrica. Esta es una de las razones de los altos valores de capacidad de los condensadores electrolíticos en comparación con los condensadores convencionales.
Todos los ánodos grabados o sinterizados tienen una superficie muy superior en comparación con una superficie lisa de la misma área o del mismo volumen. Esto aumenta el valor de la capacidad posterior, dependiendo de la tensión nominal, en un factor de hasta 200 para los condensadores electrolíticos de aluminio. La gran superficie en comparación con la de un condensador de láminas planas es la segunda razón de los valores de capacidad relativamente altos de los condensadores electrolíticos en comparación con otras familias de condensadores.
Una ventaja especial se da para todos los condensadores electrolíticos. Como la tensión de formación define el espesor de la capa de óxido, la prueba de tensión del condensador electrolítico posterior se puede producir de forma muy sencilla para el valor nominal deseado, el llamado "CV-Volume". Esto hace que los condensadores electrolíticos sean aptas para aplicaciones tanto bajas como 2V, cuando otras tecnologías de condensadores deben mantenerse en unos límites mucho más altos.

## Materiales

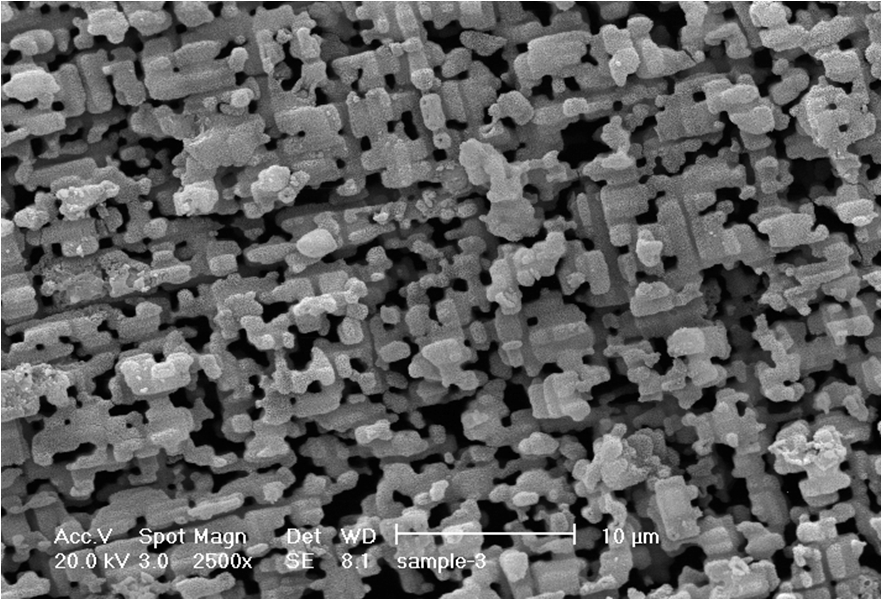
Superficie de una lámina de ánodo de baja tensión grabada.

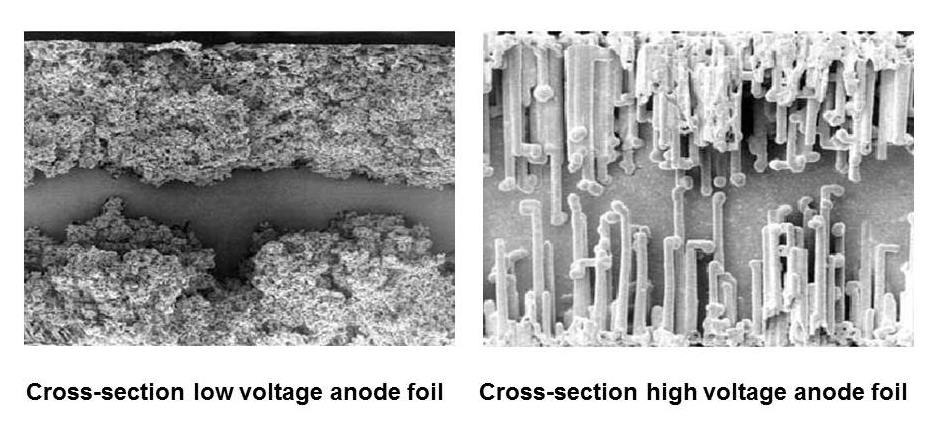
La vista en sección transversal del grabado 10 V baja tensión. las láminas de ánodo de alta tensión de 400V muestran una estructura de grabado articuladamente diferente.

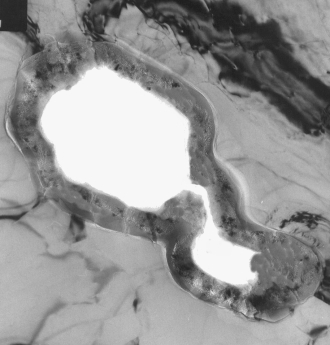
Sección ultrafina de un poro grabado en una lámina de ánodo de baja tensión, aumento de, gris claro: aluminio, gris oscuro: óxido de aluminio amorfo, claro: poros, en el que el electrolito es activo.

El material básico del ánodo para los condensadores electrolíticos de aluminio es una lámina con un espesor de 20 a 100 micras de aluminio de alta pureza con una pureza de al menos el 99,99 %. Esto queda grabado (desbastado) en un proceso electroquímico para aumentar la superficie efectiva del electrodo. Al grabar la superficie del ánodo, en función de la tensión nominal requerida, la superficie puede aumentar en un factor aproximado de 200 con respecto a una superficie lisa.
Después de grabar el ánodo de aluminio, la superficie rugosa quedará "oxidada  anódicamente" o "formada". De este modo, se forma una capa de óxido de aislamiento eléctrico Al 2 O 3 en la superficie de aluminio mediante la aplicación de una corriente en la polaridad correcta si se inserta en un baño electrolítico. Esta capa de óxido es el condensador dieléctrico.
Este proceso de formación de óxidos se lleva a cabo en dos etapas de reacción mediante las cuales el oxígeno de esta reacción debe provenir del electrolito. En primer lugar, una reacción fuertemente exotérmica transforma el aluminio metálico (Al) en hidróxido de aluminio, Al (OH) 3 :
2 Al + 6 H 2 O → 2 Al (OH) 3 + 3 H 2 ↑
Esta reacción se acelera con un alto campo eléctrico y con altas temperaturas, y se acompaña de una acumulación de presión en la carcasa del condensador, causada por el gas hidrógeno liberado. El hidróxido de aluminio Al (OH) 3 en forma de hielo, también llamado trihidrato de alúmina (ATH), se convierte mediante una segunda etapa de reacción (generalmente lentamente durante varias horas a temperatura ambiente, más rápidamente en pocos minutos a temperaturas más altas), en óxido de aluminio, al 2 O 3:
2 Al (OH) 3 → 2 AlO (OH) + 2 H 2 O → Al 2 O 3 + 3 H 2 O
El óxido de aluminio sirve como dieléctrico y también protege el aluminio metálico contra las reacciones químicas agresivas del electrolito. Sin embargo, normalmente la capa convertida de óxido de aluminio no es homogénea. Forma una compleja laminación estructurada de múltiples capas de óxido de aluminio cristalino amorfo, cristalino y poroso, cubierto principalmente con pequeñas partes residuales de hidróxido de aluminio no convertido. Por este motivo, en la formación de la lámina de ánodo, la película de óxido se estructura mediante un tratamiento químico especial que forma un óxido amorfo o un óxido cristalino. La variedad de óxidos amorfos proporciona una estabilidad mecánica y física más alta y defectos más bajos, aumentando así la estabilidad a largo plazo y reduciendo la corriente de fuga.

El espesor del dieléctrico efectivo es proporcional al voltaje de formación

El óxido amorfo tiene una proporción dieléctrica de ~ 1,4 nm / V. En comparación con el óxido de aluminio cristalino que tiene una relación dieléctrica de ~ 1,0 nm / V, la variedad amorfa tiene una capacidad 40% inferior a la misma superficie de ánodo. El inconveniente del óxido cristalino es la mayor sensibilidad al esfuerzo de tracción que puede provocar microgrietas cuando se somete a estresores mecánicos (de bobinado) o térmicos (de soldadura) que dan lugar a procesos de post-formación más altos.
Las diversas propiedades de las estructuras de óxido tienen un impacto en las características posteriores de los condensadores electrolíticos. Las láminas de ánodo con óxido amorfo se utilizan principalmente para condensadores electrolíticos con características de larga vida estable, para condensadores con valores de corriente de fuga bajos y para tapones electrónicos con tensiones nominales de hasta unos 100 voltios. condensadores con tensiones más altas, por ejemplo condensadores fotoflash, que normalmente contienen láminas de ánodo con óxido cristalino.
Como el espesor del dieléctrico efectivo es proporcional al voltaje de formación, el grosor dieléctrico se podría adaptar a la tensión nominal del condensador. F. e. para tipos de baja tensión un 10. El condensador electrolítico V tiene un grosor dieléctrico de sólo 0,014 micras, un 100 V condensador electrolítico de sólo 0,14 micras. Por lo tanto, la fuerza dieléctrica también influye en el tamaño del condensador. Sin embargo, debido a los márgenes de seguridad estandarizados, la tensión real de formación de los tapones electrónicos es superior a la tensión nominal del componente.
Las láminas de ánodo de aluminio se fabrican como los llamados "rollos madre" de unos 500 mm de ancho. Están preformados para la tensión nominal deseada y con la estructura de capa de óxido deseada. Para la producción de los condensadores, las anchuras y longitudes del ánodo, tal como se requiere para un condensador, se deben cortar del rollo madre.

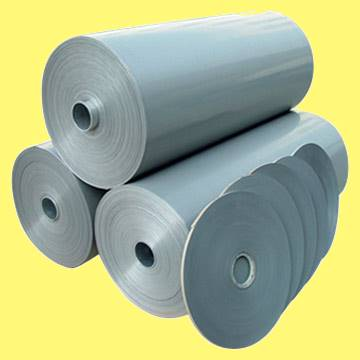
Las láminas de ánodo y cátodo se fabrican como los llamados "rollos madre", a partir de los cuales se cortan las anchuras y longitudes, según se requiera para la producción de condensadores.

El segundo papel de aluminio del condensador electrolítico llamado "papel de cátodo" sirve para hacer contacto eléctrico con el electrolito. Esta lámina tiene un grado de pureza algo inferior, aproximadamente del 99,8%. Siempre se proporciona una capa de óxido muy fina, que surge del contacto de la superficie de aluminio con el aire de una manera natural. Con el fin de reducir la resistencia de contacto con el electrolito y dificultar la formación de óxidos durante la descarga, la lámina del cátodo alía con metales como el cobre, el silicio o el titanio. La lámina de cátodo también está grabada para ampliar la superficie. Su capacidad específica, pero, debido a la capa de óxido extremadamente fina, que corresponde a una prueba de tensión de la aplicación. 1.5 V, es muy superior a la de las láminas de ánodo. Para justificar la necesidad de una gran capacidad superficial de la lámina del cátodo, véase # Estabilidad de carga / descarga.
Las láminas de cátodo, al igual que las láminas de ánodo, se fabrican como los llamados "rollos madre", a partir de los cuales se cortan las anchuras y longitudes, tal como se requiere para la producción de condensadores.

## Aplicaciones y mercado

### Aplicaciones
Por razón de sus valores de capacidad relativamente altos, los condensadores electrolíticos de aluminio tienen valores de impedancia bajos, incluso a frecuencias muy bajas, como la frecuencia de la red eléctrica. Se suelen utilizar en las fuentes de alimentación, fuentes de alimentación conmutadas y convertidores CC-CC para alisar y rectificar tensiones continuas en muchos dispositivos electrónicos, así como en las fuentes de alimentación industriales y convertidores de frecuencia como condensadores de enlace de las unidades CC, los generadores fotovoltaicos, y convertidores en centrales eólicas. Se utilizan tipos especiales para almacenar energía, por ejemplo aplicaciones de flash eléctrico o para el acoplamiento de señales en aplicaciones de audio.
Las aplicaciones típicas de los condensadores electrolíticos de aluminio con electrolito no sólido son:
- Condensadores de desacoplamiento de entrada y salida para suavizar y filtrar en fuentes de alimentación de corriente alterna y en fuentes de corriente en conmutación, así como en convertidores de CC / CC.[11]
- Condensadores de conexión CC en convertidores AC / AC para variadores de frecuencia variable y cambiadores de frecuencia, así como en fuentes de alimentación ininterrumpidas
- Condensadores de corrección para la corrección del factor de potencia
- Almacenamiento de energía para airbags, dispositivos fotoflash, detonadores en obra civil
- Condensadores de arranque de motores para motores de corriente alterna
- Condensadores bipolares para el acoplamiento de señales de audio
- Condensador de flash para flashes de cámara

### Ventajas e inconvenientes[12]

#### Ventajas:[13]
- Condensadores económicos con valores de capacidad elevados para filtrar frecuencias bajas
- Densidad de energía más alta que los condensadores de película y los condensadores cerámicos
- Mayor densidad de potencia que los supercondensadores
- No se requiere ninguna limitación de corriente de pico
- Impasibles para los transitorios
- Muy gran diversificación de estilos, series con duración, temperaturas y parámetros eléctricos a medida
- muchos fabricantes

#### Desventajas:[13]
- Vida útil limitada por la evaporación del electrolito
- Comportamiento relativamente deficiente de la VS y la Z a temperaturas muy bajas
- Sensible a las tensiones mecánicas
- Sensible a la contaminación con halogenados
- aplicación polarizada

### Mercado
El mercado de los condensadores electrolíticos de aluminio en 2010 fue de unos 3900 millones de dólares estadounidenses (aproximadamente 2900 millones de euros), aproximadamente el 22 % del valor del mercado total de condensadores de aproximadamente 18 000 millones de dólares americanos (2008). En número de piezas, estos condensadores cubren aproximadamente el 6% del mercado total de condensadores de unos 70 a 80.000 millones de piezas.